# Agelenella pusilla
Agelenella pusilla là một chi nhện đơn loài trong họ Agelenidae. Chúng được Pekka T. Lehtinen mô tả chi vào năm 1967, và được Mary Agard Pocock miêu tả loài vào năm 1903.
Loài này chỉ được tìm thấy ở Yemen.